# Monotropsis odorata
Monotropsis odorata är en ljungväxtart som beskrevs av Ludwig David von Schweinitz och Ell. Monotropsis odorata ingår i släktet Monotropsis och familjen ljungväxter. Inga underarter finns listade i Catalogue of Life.